# Adolf Brodowski
Adolf Brodowski (seit 1941 Adolf Born; * 30. November 1873 in Danzig, Deutsches Kaiserreich; † nach 1942) war ein deutscher Werftarbeiter und Abgeordneter in Danzig (DNVP).

## Leben
Brodowski war der Sohn eines Holzbrakermeisters (Holzhändler) in Danzig. Nach dem Besuch der Volksschule machte er eine Lehre als Dreher, Schlosser und Maschinist. Danach leistete Brodowski seinen Militärdienst beim 2. Pommerschen Pionierbataillon.
Seit 1896 arbeitete er auf der Kaiserlichen Werft als Dreher und wurde dort später Marinewerftführer  (Vorsteher der Arbeiter in der Kaiserlichen Werft). 
Nach der Bildung der Freien Stadt Danzig wurde Brodowski Mitglied der Verfassunggebenden Versammlung 1920 und der ersten beiden Volkstage für die Deutschnationale Volkspartei bis 1927. Seit 1928 war er Mitglied der Stadtbürgerschaft (Magistrat) von Danzig bis 1933.
1941 ließ er seinen Namen in Adolf Born eindeutschen, mit seiner Frau.
Adolf Brodowski war Gründer und Vorsitzender des Arbeiter-Hochschulvereins in Danzig sowie Vorsitzender der Arbeitnehmer-Vereinigung innerhalb der Deutschnationalen Volkspartei.
Er wohnte in der Nordpromenade in der Innenstadt bis 1933, danach am Heeresanger in Langfuhr (1936 bis nach 1942).